# مقاطعة بيكهام (أوكلاهوما)
مقاطعة بيكهام (بالإنجليزية: Beckham County)‏ هي إحدى مقاطعات ولاية أوكلاهوما في الولايات المتحدة الأمريكية.